# Şahsoltanlı
Şahsoltanlı è un comune dell'Azerbaigian situato nel distretto di Göyçay. Conta una popolazione di 991 abitanti.